# Bank of Canada Act
The Bank of Canada Act är en lag, en statut, som anger hur Bank of Canada, grundad 1934, ska styras och vilken makt den ska ha. Före 1934 hade inte Kanada någon centralbank i modern mening och bara fragmentarisk kontroll över landets
banksystem.